# 国際連合安全保障理事会決議77
国際連合安全保障理事会決議77（こくさいれんごうあんぜんほしょうりじかいけつぎ77、英: United Nations Security Council Resolution 77, UNSCR77）は、1949年10月11日に国際連合安全保障理事会決議で採択された決議。軍備の規制・削減に関してのものである。
国連通常兵器委員会第2進捗報告書を受け取り、検討した後、事務総長に対し、その付属書、付随する決議および記録とともに総会に送付し、その参考とすることを国連事務総長に指示した。
決議は、ウクライナ・ソビエト社会共和国とソビエト連邦が棄権し、賛成9票で採択された。

## 詳細
以下はその和訳。
安全保障理事会は、
通常兵器委員会の第2回進捗状況報告書を、その報告書に添付されている附属書および1948年8月12日の第13回会合において委員会が採択した作業計画の項目1および2に関する決議とともに受領・検討し18、
事務総長に、この報告書、その付属書および添付の決議と、この主題に関する安全保障理事会による検討記録を、その参考として総会に伝達することを指示する。

18 同上、1949年9月・10月・11月・12月の補足文書S/1371を参照。